# 브리트니 스피어스의 수상 및 후보 목록
다음은 미국의 가수 브리트니 스피어스의 수상 목록이다. 브리트니는 13년의 경력 동안 일곱 장의 정규 앨범과 세 장의 컴필레이션 앨범, 두 장의 EP 앨범을 발매했다. 브리트니는 지금까지 세계적으로 총 1억 장의 앨범 판매고를 올리고있다. 이로써 2000년부터 2009년까지 가장 많은 앨범을 판 여자 가수라는 기록을 세웠다. 스피어스는 지금까지 그래미 상에서 8번의 후보로 지명되었고, 2005년 싱글 "Toxic"로 최우수 댄스 레코딩 부문 수상을 함으로써 첫 수상을 했다.

## 수상 목록

### 1999년
총 수상: 34
- MTV 유럽 뮤직 어워드 / 최우수 앨범상, 최우수 여성아티스트, 신인가수, 팝아티스트
- 아메리칸 뮤직 어워드 / 신인상
- 빌보드 뮤직 어워드 / 올해의 엔터테이너상, 올해의 여성 아티스트상, 올해의 앨범상, 최고의 신인 아티스트상
- 틴 초이스 어워드 / 10대 들이 뽑은 싱글상
- 머취 뮤직 어워드 / 최우수 인터네이셔널 아티스트상
- 팝콘 어워드 / 최우수 언터네이셔널 아티스트상
- 헐리우드 리포터 / 최우수 여성 아티스트상, 1999년 신인 아티스트상

### 2000년
총 수상: 21
- 빌보드 뮤직 어워드 / 올해의 앨범상
- 틴 초이스 어워드 / Choice Female Artist
- 틴 초이스 어워드 / Choice Hottie Female
- 월드 뮤직 어워드 / 세계에서 가장 많이 팔린 팝 여성 아티스트상
- 피플 초이스 어워드 / 최우수 인터내셔널 아티스트상

### 2001년
총 수상: 12
- 야후! / 탑 올해의 아티스트 검색어
- 월드 뮤직 어워드 / 세계에서 가장 많이 팔린 팝 여성 아티스트상, 세계에서 가장 많이 팔린 댄스 여성 아티스트상

### 2002년
총 수상: 11
- MTV 아시아 어워드 / 최우수 인터내셔널 아티스트상

### 2003년
총 수상: 8
- 일본 골든디스크 어워드 / 최우수 인터내셔널 신인상, 최우수 뮤직비디오상
- 야후! / 탑 올해의 아트스트 검색어

### 2004년
총 수상: 15
- MTV 유럽 뮤직 어워드 / 올해의 여성 아티스트상, 최우수 여성 팝 아티스트상
- 틴 초이스 어워드 / 10대 싱글상 (Toxic)

### 2005년
총 수상: 9
- 제47회 그래미 어워즈 / 최우수 댄스곡상

### 2006년
총 수상: 4

### 2007년
총 수상: 6
- 틴 초이스 어워드 / 올해의 이슈상

### 2008년
총 수상: 28
- 제25회 MTV 비디오 뮤직 어워드 / 베스트 여자 비디오상, 베스트 팝 비디오상, 올해의 비디오상
- MTV 유럽 뮤직 어워드 / 베스트 앨범 상, 베스트 행동 of 2008상
- 제60회 밤비 미디어 어워즈 / 밤비상

### 2009년
총 수상: 112
- 제26회 MTV 비디오 뮤직 어워드 / 최우수 팝 비디오상

### 2010년
총 수상: 12
- 트위터 / 트위터 여왕